# Филарет II Мелнишки
Вижте пояснителната страница за други личности с името Филарет.
Филарет (на гръцки: Φιλάρετος) е православен духовник, митрополит на Вселенската патриаршия.

## Биография
На 20 март 1745 година е избран за митрополит на Созополската епархия (Σωζοπόλεως), начело на която остава до 1753 година. От юни 1753 до декември 1755 година е мелнишки митрополит (Μελενίκου).